# Julian Parks Boyd
Julian Parks Boyd (1903-28 de mayo de 1980) fue un académico estadounidense que fue profesor de historia en la Universidad de Princeton. Se desempeñó como presidente de la Asociación Histórica Estadounidense en 1964. Por sus esfuerzos para preservar el sitio de la Batalla de Hastings, fue nombrado  Comandante de la Orden del Imperio Británico.

## Vida
Boyd nació en Converse Mill Village, Condado de Spartanburg, Carolina del Sur en 1903. Recibió una licenciatura en 1925 y una maestría en 1926 de la Universidad de Duke. Asistió a la Universidad de Pensilvania como candidato a doctorado, pero se fue sin completar su trabajo para un doctorado. De 1928 a 1932, trabajó para la sociedad histórica y geológica de Wyoming (Sociedad histórica del condado de Luzerne) de Pensilvania. De 1932 a 1934, fue director de la Asociación Histórica del Estado de Nueva York, y de 1934 a 1940, trabajó para la Sociedad Histórica de Pensilvania. Fue bibliotecario de la Universidad de Princeton desde 1940 hasta 1952. Se incorporó al departamento de historia de la Universidad de Princeton con el rango de profesor en 1952. Editó "Los papeles de Thomas Jefferson" desde 1944 hasta su muerte. Su enfoque ha sido influyente:
La edición histórica moderna data de la publicación del primer volumen de Julian Boyd de  The Papers of Thomas Jefferson  en 1950. Aunque había habido compilaciones anteriores de los artículos de estadounidenses famosos, sus textos cuidadosamente preparados de las cartas de Jefferson y otros escritos ". con verrugas y todo ", estableció un nuevo estándar de precisión y confiabilidad.